# Abraham Schrameck
Pour les articles homonymes, voir Schrameck.
Abraham Schrameck, né le 26 novembre 1867 à Saint-Étienne et mort le 21 octobre 1948 à Marseille, est un homme politique français. Il est le père d'Anne-Marcelle Kahn et le beau-père de l'amiral Kahn.

## Biographie

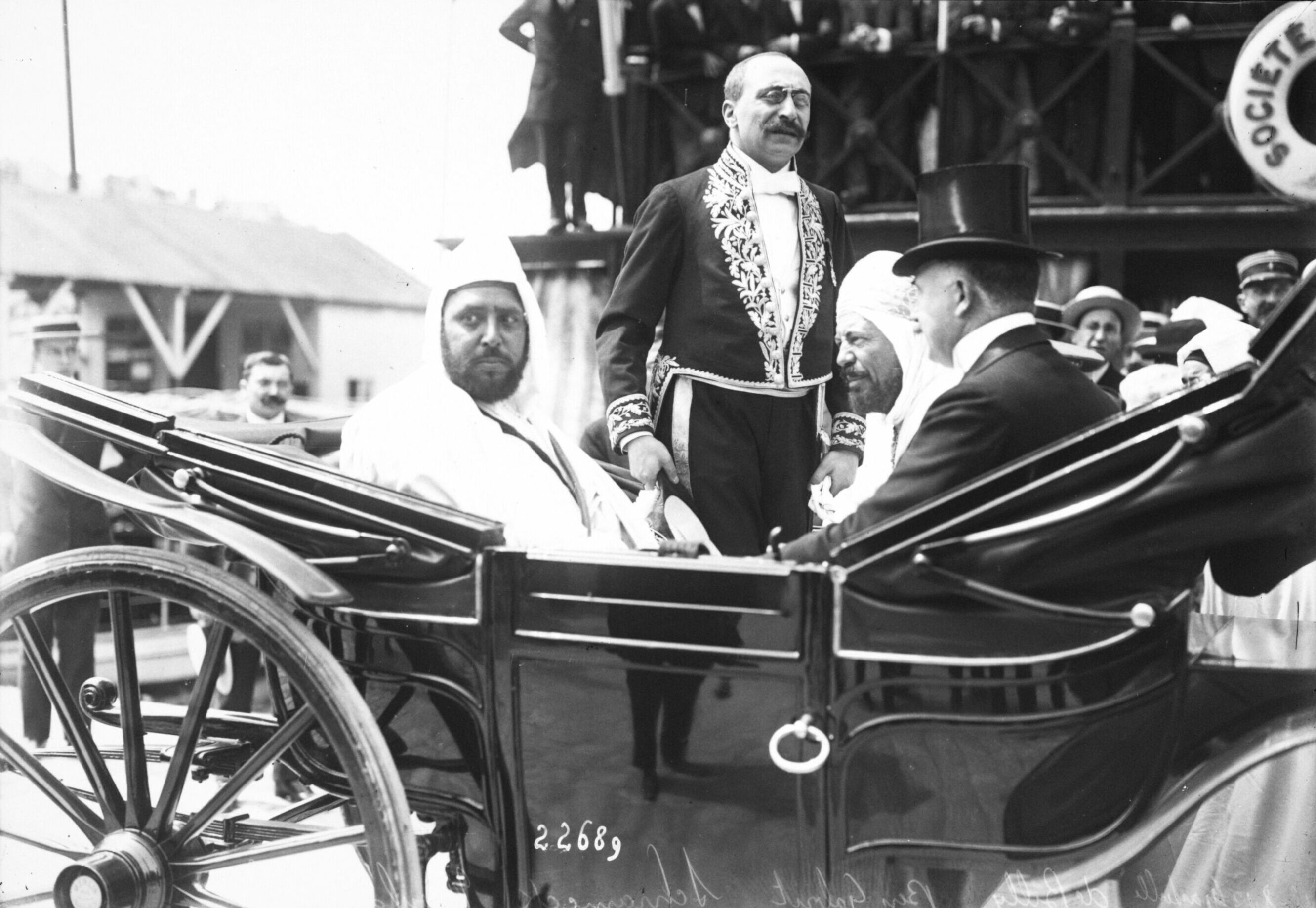
Abraham Schrameck (debout) en landau avec le sultan du Maroc Moulay Abd al-Hafid et le haut fonctionnaire Si Kaddour Benghabrit à Marseille en 1912.

Il est issu d'une famille juive d'origine alsacienne. Il est successivement chef de cabinet de Louis Lépine, alors préfet de la Loire, puis préfet de Tarn-et-
Garonne, le 24 septembre 1900 et de l'Aisne, le 3 novembre 1906. Il succède en 1907 à Périclès Grimanelli comme Directeur de l’administration pénitentiaire, il sera ensuite préfet des Bouches-du-Rhône de 1911 à 1918 et gouverneur général de Madagascar, du 11 août 1918 au 12 juillet 1919, puis ministre de l'Intérieur des deuxième et troisième gouvernements Paul Painlevé en 1925. Il est élu sénateur des Bouches-du-Rhône à quatre reprises entre 1920 et 1939.

Il s'attire alors les foudres de l'Action française. Charles Maurras publie une lettre ouverte, violemment antisémite, contre Schrameck, en réaction à l'assassinat de Marius Plateau, l'un des dirigeants de l'Action française : 
« De vous, rien n'est connu. Mais vous êtes le Juif. Vous êtes l'Étranger. Vous êtes le produit du régime et de ses mystères. Vous venez des bas-fonds de la police, des loges et, votre nom semble l'indiquer, des ghettos rhénans. Vous nous apparaissez comme directeur des services pénitentiaires vers 1908 ou 1909. Là, vous faites martyriser Maxime Real del Sarte et ses compagnons coupables d'avoir milité pour la fête de Jeanne d'Arc. Vos premiers actes connus établissent votre fidélité à la consigne ethnique donnée par votre congénère Alfred Dreyfus le jour de sa dégradation : Ma race se vengera sur la vôtre. Votre race, une race juive dégénérée, car il y a des Juifs bien nés qui en éprouvent de la honte, la race des Trotsky et des Krassine, des Kurt Eisner et des Bela Kuhn, vous a chargé maintenant, d'organiser la révolution dans notre patrie. (...) C'est sans haine comme sans crainte que je donnerai l'ordre de verser votre sang de chien s'il vous arrive d'abuser de la force publique pour ouvrir les écluses de sang français sous les balles et les poignards de vos chers bandits de Moscou. »
Cet épisode fut largement couvert par la presse de l'époque,,,,,. Le député Jules Delahaye, également proche de l'Action française, déclare en 1911 : « Il ne faut pas un juif à la tête des prisons pour maltraiter les chrétiens » . En 1929, Charles Maurras revient sur l'ensemble de l'affaire dans un livre intitulé La Lettre à Schrameck.
En 1932, Schrameck est l'un des trois sénateurs mis en cause dans l'affaire de la Banque commerciale de Bâle.
En juillet 1940, Schrameck vota les pleins pouvoirs au maréchal Pétain. Il est déchu de son mandat de sénateur par Pétain le 27 novembre 1941. Il fut bientôt arrêté et interné en raison de ses origines juives. Parvenant à gagner la Provence, il y resta caché jusqu’à la Libération.

## Famille
Abraham Schrameck est né à Saint-Étienne (Loire) le 26 novembre 1867 . Il est le fils de Moïse « Maurice » Schrameck (mort en 1881), négociant,  et de son épouse née Hélène Bloch.
Il se marie le 22 avril 1895 avec Marguerite Odile Bernheim  (27 décembre 1872-1940), fille de Jules Bernheim (1847-1913) et d'Ernestine Lévy (1849-1924),.
Ils ont une fille, Anne-Marcelle Kahn, née le 4 juin 1896 dans le 7e arrondissement de Paris,  qui épouse en 1922 le futur amiral Louis Kahn, et deux fils: Corneille Maurice Étienne Schrameck, né dans le 4e arrondissement de Paris, le 2 août 1897 et mort à Bligny (Marne) aux armées le 20 novembre 1919, et Georges Émile, né dans le 9e arrondissement de Paris, le 17 juillet 1899.
Il est le grand-oncle d'Olivier Schrameck.
Il est inhumé le 25 octobre 1948 au cimetière de Montmartre 3e division avec son épouse.

## Mandats sénatoriaux
- Élu le 11 janvier 1920
- Réélu le 9 janvier 1921
- Réélu le 14 janvier 1930
- Réélu le 10 janvier 1939
- Fin de mandat le 21 octobre 1945